# Petxina (arquitectura)

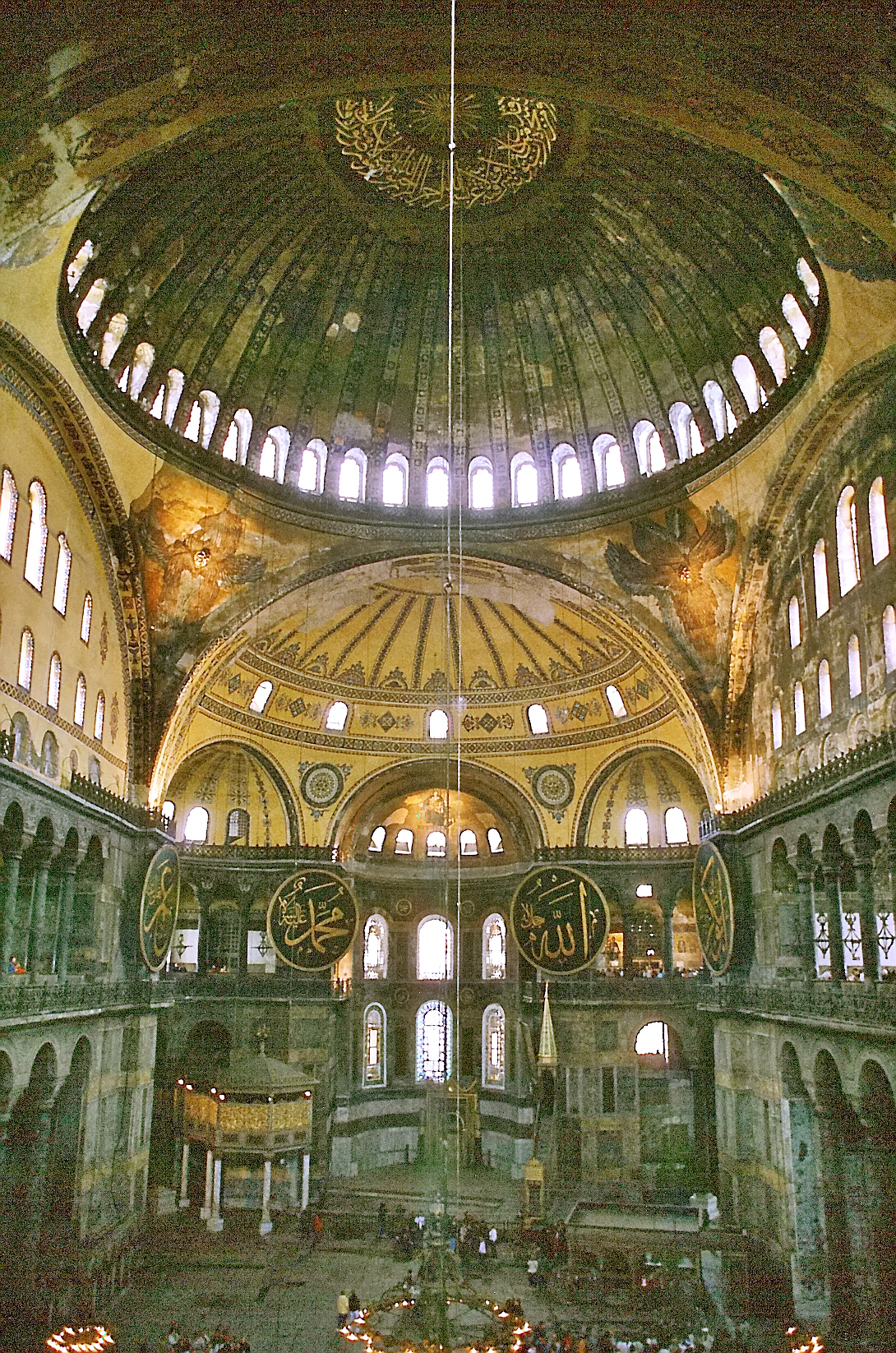
Cúpula, petxines i arcs torals a Santa Sofia

La petxina o copinya, en arquitectura, és cadascun dels elements constructius triangulars que resol l'encontre entre la base circular d'una cúpula i un espai inferior quadrat. Té una superfície esfèrica triangular limitada per tres arcs de circumferència. És molt comú inserir un tambor cilíndric amb vitralls entre les petxines i la cúpula per augmentar l'elevació de la cúpula i al mateix temps millorar la il·luminació del recinte.
Amb freqüència se sol confondre la petxina amb la trompa, puix que són dos elements que tenen una funcionalitat molt semblant.

## Desenvolupament
La volta bufada és aquella que s'obté per la intersecció d'una cúpula esfèrica amb els quatre plans verticals que delimiten la planta quadrada inscrita en la circumferència base de la cúpula. Les càrregues es transmeten des de la superfície cap a quatre suports aïllats, cada dos d'ells paral·lels entre si. Si se seccionara per un pla horitzontal tangent als arcs laterals, el resultat seria, quatre triangles esfèrics que no són altra cosa que les petxines que es van utilitzar per a suportar cúpules circulars sobre els vèrtexs d'un quadrat.

Els primers intents d'utilització van ser realitzats pels romans, però, este recurs arquitectònic va començar a utilitzar-se plenament a l'Imperi Romà d'Orient en el segle vi. Més tard són els musulmans els que imiten esta forma de construcció. A Europa són molt comunes en esglésies renaixentistes i barroques. L'edifici més destacat que utilitza este tipus de suport per a la seua cúpula és l'església de Santa Sofia (Istanbul).

## Altres usos del mot en arquitectura
- Porció triangular esfèrica d'una volta de quatre punts. (Vegeu imatge)
- Element ornamental en forma de cloïssa. Poden ser de pedra, estuc, escaiola... o inclús naturals.
- Nínxol obert en una paret i decorat amb forma de petxina de pelegrí, en el qual es posa algun petit element decoratiu.[2]

## Elements similars
Quan efectua la transició des d'una cúpula a un octògon i d'ací a l'espai rectangular sobre el qual s'aguanta es denomina trompa.

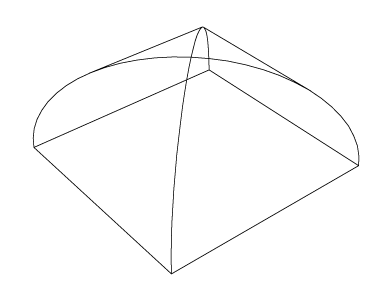
Volta de quatre punts: cada porció triangular es denomina petxina.
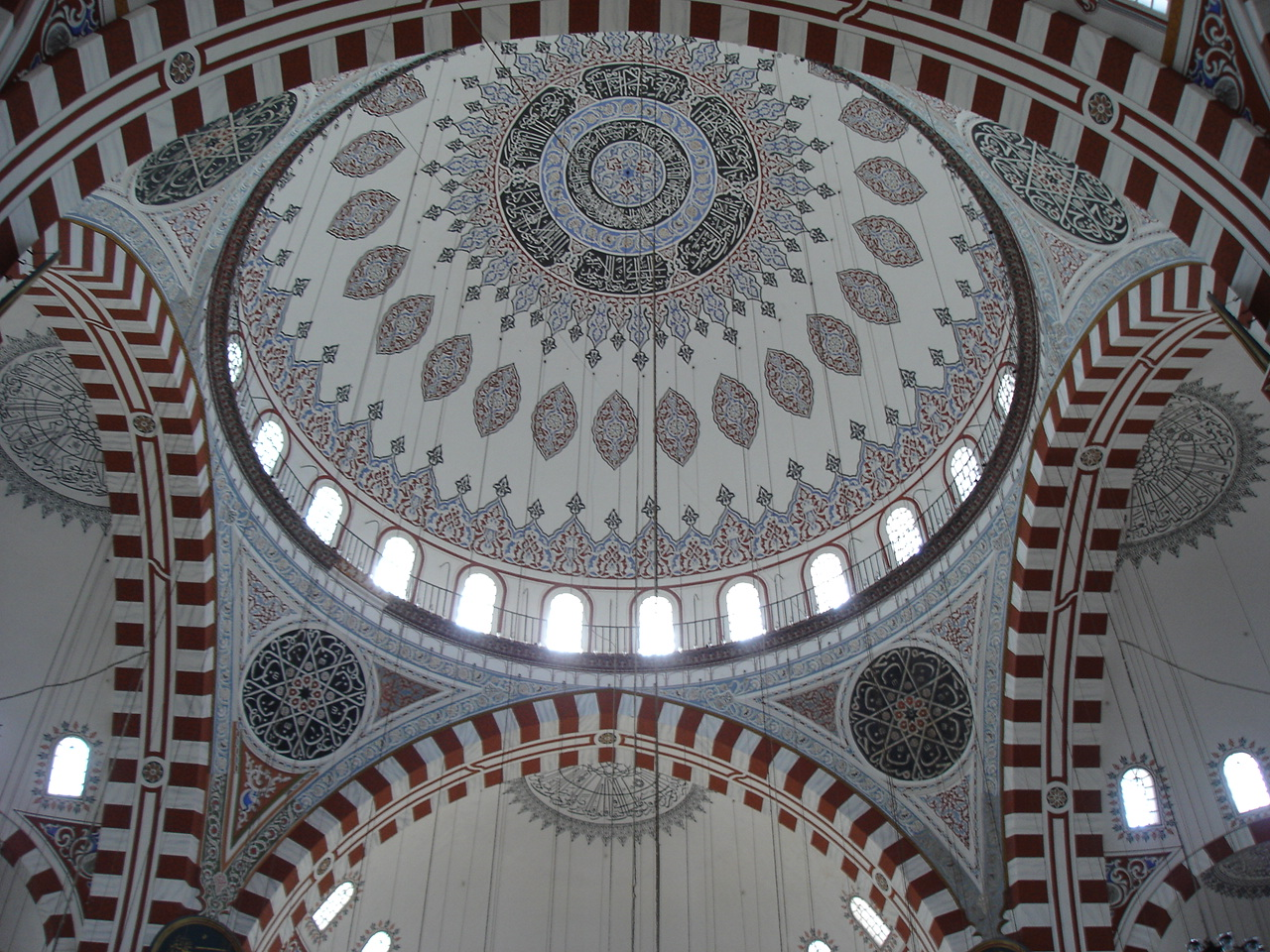
La cúpula de la mesquita de Sehzade camii a Istanbul.
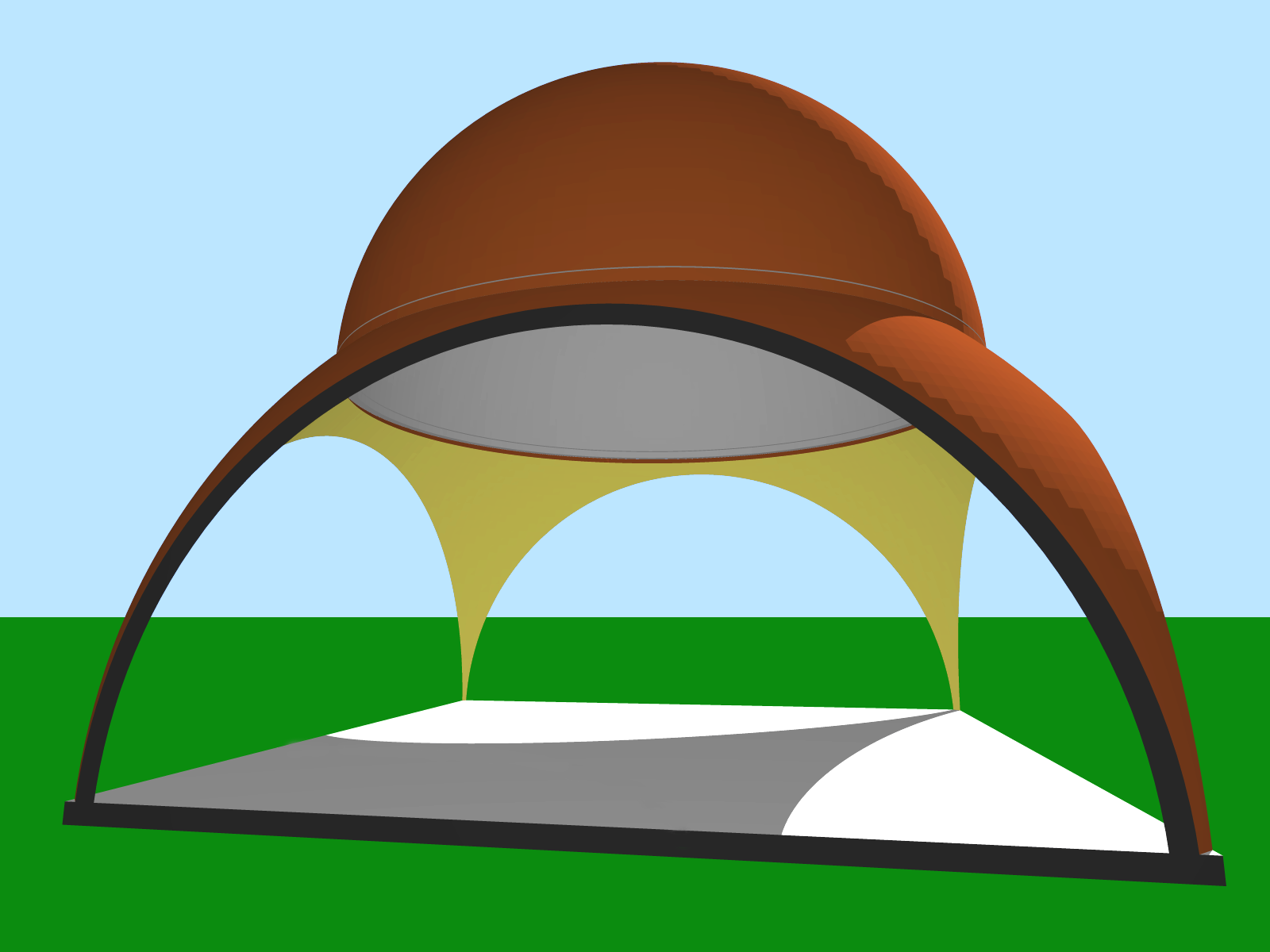
Les petxines (pintades de groc).